# Kurs-Buchwert-Verhältnis
Das Kurs-Buchwert-Verhältnis (KBV; englisch price-to-book ratio, P/B oder P/BV) ist in der Aktienanalyse und der Fundamentalanalyse eine betriebswirtschaftliche Kennzahl, bei welcher der Börsenkurs einer Aktie dem Buchwert je Aktie gegenübergestellt wird. 

## Allgemeines
Auf dem Aktienmarkt spielen bei der Fundamentalanalyse von Aktien verschiedene Kennzahlen eine Rolle, die aus Unternehmensdaten gewonnen werden können. Die Dividende wird bei der Aktienrendite oder der Dividendenrendite zugrunde gelegt, der Jahresüberschuss beim Kurs-Gewinn-Verhältnis, der Buchwert beim Kurs-Buchwert-Verhältnis, die Umsatzerlöse beim Kurs-Umsatz-Verhältnis und der Cashflow beim Kurs-Cash-Flow-Verhältnis. Diese Daten können Grundlage für eine Kauf-, Halte- oder Verkaufsentscheidung von Anlegern sein.
Das KBV kann für eine einzelne Aktie, für einen ganzen Wirtschaftszweig oder für den gesamten Aktienmarkt errechnet werden. Dabei kann durch Vergleich (Benchmark) des KBV einer Aktie mit einem durchschnittlichen KBV des Wirtschaftszweigs auf das Kursniveau der Aktie geschlossen werden.

## Berechnung
Der Buchwert {\displaystyle B} setzt sich zusammen aus dem gesamten anteiligen Anlagevermögen (also Sachanlagen, immaterielle Vermögensgegenstände und Finanzanlagen). Er wird dem Aktienkurs {\displaystyle AK} gegenübergestellt, so dass sich folgendes Kurs-Buchwert-Verhältnis {\displaystyle KBV} ergibt.
{\displaystyle KBV={\frac {\mbox{AK}}{\mbox{B}}}}.
Die künftige Aktienrendite fällt umso höher aus, je niedriger der Wert der Kennzahl ist.
Manche Autoren wählen an Stelle des Anlagevermögens das bilanzielle Eigenkapital, bei dem Fremdanteile Dritter am Eigenkapital auszuschließen sind. Eine weitere Aggregation umfasst neben dem Anlage- auch das Umlaufvermögen und zieht hiervon die Verbindlichkeiten und Rückstellungen ab, wodurch das Reinvermögen übrig bleibt.

## Wirtschaftliche Aspekte
Bei der Beurteilung der Kennzahl des KBV ist darauf zu achten, auf welcher Aggregation sie beruht. Das KBV macht Aussagen darüber, wie sich der Aktienkurs zu dem in der Bilanz dargestellten Anlagevermögen verhält. Damit repräsentiert das KBV einen wesentlichen Teil des Substanzwerts eines Unternehmens. Die Kennzahl kann daher auch im Rahmen des Shareholder Value verwendet werden.
Eine traditionelle Theorie des Value Investing besagt, dass eine Aktie umso preiswerter ist, je niedriger ihr KBV ist, und dass ihr fairer Wert in etwa dem Buchwert entspricht (siehe auch: Marktwert-Buchwert-Verhältnis). Das KBV berücksichtigt jedoch lediglich den in der Bilanz ausgewiesenen Buchwert; stille Reserven und stille Lasten sind nicht enthalten. Insbesondere bei Beteiligungs- und Immobiliengesellschaften gibt es daher oft einen verfälschten Wert wieder. Eine aussagekräftigere Kennzahl, die sich am tatsächlichen Marktwert der Aktiva orientiert, ist der Nettoinventarwert (englisch Net Asset Value, NAV) je Aktie.